# Guasapar
Guasapar (Guazapar), ogranak Varohío (Guarijío) Indijanaca (Swanton), ili Tarahumara (Hodge), šire skupine Taracahitian, porodica Juto-Asteci, u kolonijalno doba naseljeni između rijeka Río Oteros ili Chinipa i Río Urique u meksičkoj državi Chihuahua. Godine 1622. među njih i Témori Indijance dolazi misionar Pier Gian Castani i vrši prva pokrštavanja. Otac Giulio Pasquale (1626) utemeljuje dvije misije, jednu za njih, Santa Inés de Chínipas blizu sela Santa Teresa de Guazapares, a drugu za Varohío Indijance, Nuestra Señora de Varohíos. Kroz nekoliko godina (1632) doći će do ustanka Guasapara i Varohíja, nakon čega će misionari krenuti u pokrštavanje Tarahumara (1639). Sljedeći ustanak Guasapari podižu 1703. zajedno s plemenom Batopilillas. Povijest Guasapara završit će u 18. stoljeću njihovim stapanjem u Tarahumare koji među Guasapare dolaze kao imigranti. Od ovih Tarahumara, kaže dr. William L. Merrill, preuzet će ime i identificirati se s njima. Glavno selo Guazapares nalazi se blizu Arteage na zapadu Chihuahue, 542 stanovnika (1900). prema Hodgeu obuhvaćaju i pleme Temori iz sela Santa María Magdalena, Nuestra Señora del Valle Humbroso i Cerocahui.

## Vanjske poveznice
- Identity Transformation In Colonial Northern Mexico